# Saalfelden
Saalfelden am Steinernen Meer est une ville autrichienne dans le land de Salzbourg. Avec ses 16 000 habitants, c’est la plus grande ville du district de Zell am See. Elle abrite un des derniers ermitages actifs d'Europe centrale.

## Géographie
Saalfelden est située dans un bassin entouré par quatre montagnes :
- le Steinernes Meer au nord ;
- les montagnes de Leogang à l’ouest ;
- le Hochkönig et les montagnes de Dienten am Hochkönig à l’est ;
- et les Hohe Tauern au sud.

## Histoire
Les premières trouvailles datent du 3e millénaire av. J.-C.
Très peu de choses nous sont transmises de l'âge de fer et de l’époque romaine.
Au milieu du XIVe siècle, Saalfelden était appelée « Marktort » (lieu important pour les marchands) pour la première fois.
En 1811, un incendie a détruit tout le village. En seulement 4 heures, l'église et 107 maisons étaient réduites en cendres. 
Depuis l'an 2000, Saalfelden est officiellement une ville.
En 2002 et 2005, Saalfelden et ses alentours étaient dévastés par des inondations.

## Attractions

### Châteaux
- Schloss Dorfheim
- Schloss Farmach
- Schloss Lichtenberg
- Schloss Ritzen

### Églises
- Römisch-katholische Pfarrkirche
- L’église à Gerling
- L’église à Lenzing
- Evangelische “Friedenskirche”
- Einsiedelei am Palfen

### D’autres attractions
- L’hôtel de ville
- Congresszentrum
- Markthauptschule
- Des magasins

## Fleuves et lacs

### Les fleuves
- Saalach
- Urslau
- Leoganger Arche

### Les lacs
- Ritzensee
- D’autres lacs pour faire de la pêche

## Loisirs et sports

### En été
On peut faire de la natation dans le lac Ritzensee ou dans la piscine. Mais on peut également faire des promenades ou jouer au foot sur un des dix terrains de foot. De plus, il y a beaucoup de montagnes très impressionnantes à Saalfelden. qui invitent à faire des randonnées à pied ou en VTT. On a aussi la possibilité de faire de l’équitation. Les jeunes visiteurs aiment les fêtes du Pinzgau. Saalfelden accueille les Championnats du monde de VTT en septembre 2012.

### En hiver
Comme Saalfelden est située au centre du district de Zell am See, on a de nombreuses possibilités de faire du ski alpin ou du ski de fond. Les soirs, il y a des fêtes d’après ski tout autour de Saalfelden. En hiver, on peut faire du patinage sur le lac Ritzensee.

## Culture
Le célèbre festival de jazz a lieu chaque année. Dans la maison de la culture “Nexus” on peut voir des expositions, des films ou de beaux concerts, peut-être de la Bürgermusik-Kapelle ou de la Eisenbahner Stadtkapelle. À Saalfelden il y a beaucoup de fêtes traditionnelles, enfin il y a toujours des activités culturelles

## Personnalités
- Joseqh Angerer (1735-1779), sculpteur
- Wolfgang Feiersinger (*1965), joueur de football
- Franz Zorn (*1977), pilote d’ice-speedway, champion d’Europe en 2008
- Reinhard Schwarzenberger (*1977), sauteur à ski
- Marlies Schild (*1981), skieuse
- Julian Eberhard (*1986), biathlète